# 棘眼天竺鯛
棘眼天竺鯛，又名套缰天竺鲷、套天竺鯛，俗名大目側仔，為輻鰭魚綱鈎頭魚目天竺鯛科的其中一個種。

## 分布
本魚分布於印度洋－太平洋區，包括東非、紅海、留尼旺、模里西斯、馬達加斯加、馬爾地夫、塞席爾群島、印度、斯里蘭卡、緬甸、馬來西亞、中國、台灣、日本、越南、印尼、菲律賓、巴布亞紐幾內亞、澳洲、馬紹爾群島、新喀里多尼亞、密克羅尼西亞、斐濟、薩摩亞群島、關島、吉里巴斯、紐埃、萬那杜、法屬波里尼西亞等海域。

## 深度
水深3－50公尺。

## 特徵
本魚體延長而側扁，眼大，口大略下位。魚體呈銀灰色，有一條暗色縱帶通過眼中線直達尾柄，尾柄處有一暗色圓斑，約與瞳孔一樣大小。背鰭硬棘8枚；背鰭軟條9枚；臀鰭硬棘2枚；臀鰭軟條8枚。體長可達10公分。

## 生態
本魚生活於熱帶海域，成魚喜單獨棲息於礁石區域，白天躲於隱密的礁洞中，夜間則覓食附近的底棲甲殼類。屬肉食性。繁殖期時，雄魚具有口孵習性，卵約7日化成仔魚，由雄魚吐出，具短暫的仔魚飄浮期。

## 經濟利用
可食用，通常做下雜魚處理，製成魚粉當飼料。